# Khúc côn cầu trong nhà tại Đại hội Thể thao Đông Nam Á 2017
Môn khúc côn cầu trong nhà thi đấu tại Đại hội Thể thao Đông Nam Á 2017 ở Kuala Lumpur đang diễn ra tại Trung tâm hội nghị và triển lãm MATRADE ở Segambut.
Đại hội năm 2017 tham gia thi đấu trong 2 nội dung (1 nội dung cho mỗi giới tính).

## Tham dự

### Các quốc gia tham dự
- Indonesia
- Malaysia
- Philippines
- Singapore
- Thái Lan
- Việt Nam

## Nam

### Vòng bảng
| VT | Đội          | ST | T | H | B | BT | BB | HS  | Đ  | Kết quả chung cuộc                   |
| -- | ------------ | -- | - | - | - | -- | -- | --- | -- | ------------------------------------ |
| 1  | Malaysia (H) | 5  | 5 | 0 | 0 | 45 | 2  | +43 | 15 | Giành quyền tranh huy chương vàng    |
| 2  | Indonesia    | 5  | 4 | 0 | 1 | 33 | 9  | +24 | 12 | Giành quyền tranh huy chương vàng    |
| 3  | Thái Lan     | 5  | 3 | 0 | 2 | 33 | 10 | +23 | 9  | Giành quyền tranh huy chương đồng    |
| 4  | Singapore    | 5  | 2 | 0 | 3 | 10 | 9  | +1  | 6  | Giành quyền tranh huy chương đồng    |
| 5  | Việt Nam     | 5  | 1 | 0 | 4 | 5  | 40 | −35 | 3  | Giành quyền vào tranh hạng 5 playoff |
| 6  | Philippines  | 5  | 0 | 0 | 5 | 2  | 58 | −56 | 0  | Giành quyền vào tranh hạng 5 playoff |

## Nữ

### Vòng bảng
| VT | Đội          | ST | T | H | B | BT | BB | HS  | Đ  | Kết quả chung cuộc                |
| -- | ------------ | -- | - | - | - | -- | -- | --- | -- | --------------------------------- |
| 1  | Indonesia    | 4  | 3 | 1 | 0 | 18 | 1  | +17 | 10 | Giành quyền tranh huy chương vàng |
| 2  | Thái Lan     | 4  | 3 | 0 | 1 | 19 | 2  | +17 | 9  | Giành quyền tranh huy chương vàng |
| 3  | Malaysia (H) | 4  | 2 | 1 | 1 | 26 | 4  | +22 | 7  | Giành quyền tranh huy chương đồng |
| 4  | Singapore    | 4  | 1 | 0 | 3 | 5  | 12 | −7  | 3  | Giành quyền tranh huy chương đồng |
| 5  | Philippines  | 4  | 0 | 0 | 4 | 0  | 49 | −49 | 0  |                                   |

## Tóm tắt huy chương

### Bảng huy chương
| 1       | Malaysia (MAS)  | 1 | 0 | 1 | 2 |
| 2       | Thái Lan (THA)  | 1 | 0 | 0 | 1 |
| 3       | Indonesia (INA) | 0 | 2 | 0 | 2 |
| 4       | Singapore (SGP) | 0 | 0 | 1 | 1 |
| Tổng số | Tổng số         | 2 | 2 | 2 | 6 |

### Danh sách huy chương
| Nội dung | Vàng | Bạc | Đồng |
| -------- | --- | --- | --- |
| Nam      | Malaysia (MAS) · Khairul Afendy Kamaruzaman · Muhammad Najib Abu Hassan · Mohamad Ashran Hamsani · Muhammad Aslam Hanafiah · Shazril Irwan Nazli · Hanip Che Halim · Syed Mohamad Syafiq Cholan · Norsyafiq Sumantri · Muhd Amirol Aideed Arshad · Mohd Syafiq Yaacob · Muhd Najmi Farizal Jazlan · Mohamad Hazrul Faiz Sobri | Indonesia (INA) · Tomi Effendi · Candra Juli Prawesti · Budi Akhmad · Daarul Quthni · Zein Hamdani · Zaki Lukman Hakim · Prima Rinaldi Santoso · Adit Tri Juwantoro · Alvin Nourul Saepul Mimbar · Iskandar Zulkarnaen · Astri Rahmad · Dea Dwi Permana                             | Singapore (SGP) · Aik Yu Chen · Abdul Rahim Rashid · Samuel Nee Yong Liang · Ishwarpal Singh Grewal · Mohd Jumaeen Amat Kamsin · Karleef Abdullah Sasi · Muhammad Afiq Kanadi · Muhammad Fariz Basir · Timothy Goh Kai Yang · Muhammad Hidayat Mat Rahim · Muhammad Shafiq Rashid · Muhammad Radziman Husiadi |
| Nữ       | Thái Lan (THA) · Jesdaporn Tongsun · Kittiya Losantia · Ruenruedee Saubsing · Wibunsiri Phetpraphai · Benjamas Bureewan · Tikhamporn Sakunpithak · Kanya Jantapet · Chantree Ladawon · Thanaporn Tongkham · Sukanya Ritngam · Sairung Juwong · Praphatsorn Khamsaeng                                                          | Indonesia (INA) · Dewi Andriani · Lina Lince Rumaropen · Euis Nuraeni · Novita Natalia Since Sada · Nuraini Sugiarti · Ika Oktavianti · Rwede Sabatine Tamar Sawor · Sismya Winarsih Kadarisman · Annur Amalia El Islamy · Greschela · Aulia Ghassani Putri Arindah · Sarah Amaniah | Malaysia (MAS) · Siti Noor Hafiza Zainordin · Nor Aniza Rahmat · Nor Izaidah Ibrahim · Qasidah Najwa Halimi · Nurliyana Mohd Kip · Noorain Mohd Arshad · Ellya Syahirah Ellias · Rabiatul Adawiyah Mohamed · Nur Aisyah Yaacob · Priyangga S. Jayarajah · Nurul Safiqah Mat Isa · Fatin Naimah Zaki           |